# Макгоуэн, Майкл
Майкл Макгоуэн (англ. Michael McGowan; род. 14 апреля 1966, Торонто) — канадский кинорежиссёр и продюсер, поставивший фильмы «Одна неделя» и «Святой Ральф».

## Биография
Родился в Торонто. Окончил Университет Северной Каролины со степенью бакалавра искусств по английскому языку. Вернувшись в Торонто, работал журналистом для таких изданий, как Toronto Life и The Globe and Mail.
Перейдя в сферу телевидения, участвовал в создании детской телепередачи Henry's World. В 2004 году написал сценарий и поставил фильм «Святой Ральф», получивший премию за режиссуру от Гильдии режиссёров Канады, а также премию Гильдии писателей Канады за лучший художественный фильм.
Его фильм «Счёт: хоккейный мюзикл» (Score: A Hockey Musical) был отобран в качестве вступительного фильма на 35-м Торонтском кинофестивале в 2010 году.

## Детский писатель
Макгоуэн также известен как детский писатель, автор книг:
- «Ньютон и великан», Newton and the Giant (2004)
- «Ньютон и машина времени», Newton and the Time Machine (2009).

## Фильмография
- Score: A Hockey Musical[2] (2010)
- Vacation with Derek (2010) (TV)
- Одна неделя (2008)
- Left Coast (2008) (TV)
- Saint Ralph (2004)
- My Dog Vincent (1998)

## Телефильмы
- The Unprofessionals (2001) — ряд эпизодов